# Listă de conducători de stat din 568
564 - 565 - 566 - 567 - 568 - 569 - 570 - 571 - 572
Aceasta este o listă a conducătorilor de stat din anul 568:

## Europa
- Anglia, statul anglo-saxon Bernicia: Ida (rege, 558-570)
- Anglia, statul anglo-saxon Deira: Aelle (rege, 558/560-588/590)
- Anglia, statul anglo-saxon Kent: Ethelberht I (rege, 562/565-618)
- Anglia, statul anglo-saxon Sussex: rege necunoscut
- Anglia, statul anglo-saxon Wessex: Ceawlin (rege, 560-591)
- Bavaria: Garibald I (duce din dinastia Agilolfingilor, 555-592)
- Bizanț: Justin al II-lea (împărat din dinastia Justiniană, 565-578)
- Francii cu sediul la Metz: Sigibert I (rege din dinastia Merovingiană, 561-575)
- Francii cu sediul la Orléans: Gunthchramn (rege din dinastia Merovingiană, 561-593)
- Francii cu sediul la Soissons: Chilperich I (rege din dinastia Merovingiană, 561-584)
- Friuli: Grasulf I (duce, 568-cca. 584) și Gisulf I (duce, 568/cca. 584-590)
- Gruzia: Parsman al VI-lea (suveran din dinastia Chosroidă, 561-?) (?)
- Longobarzii: Alboin (rege din dinastia Gausiană, 565-572)
- Scoția, statul picților: Brude (Bredei) (rege, cca. 555-586)
- Scoția, statul celt Dalriada: Conall mac Comgall (rege, 560?-574)
- Statul papal: Ioan al III-lea (papă, 561-574)
- Suevii: Teodomir (rege, 558/559-570)
- Vizigoții: Liuva I (rege, 568-571 sau 572) și Leovigild (rege, 568-586)

## Asia

### Orientul Apropiat
- Bizanț: Justin al II-lea (împărat din dinastia Justiniană, 565-578)
- Persia: Chosroes I (suveran din dinastia Sasanizilor, 531-579)

### Orientul Îndepărtat
- Cambodgia, statul Tjampa: Rudravarman I (rege din a patra dinastie, 529?-605)
- Cambodgia, statul Chenla: Viravarman (rege, cca. 560-cca. 575)
- China: Feidi (Chen Baizong) (împărat din dinastia Chen, 567-568)
- China: Houzhu (împărat din dinastia Qi de nord, 565-577)
- Coreea, statul Koguryo: P'yongwon (Yangsong) (rege din dinastia Ko, 559-590)
- Coreea, statul Paekje: Widok (Ch'ang) (554-598)
- Coreea, statul Silla: Chinhung (Maekchong) (rege din dinastia Kim, 540-576)
- India, statul Chalukya: Kirtivarman I Ranaparahrama (566/567-597/598)
- India, statul Pallava: Simhavarman al III-lea (rege din prima dinastie, cca. 550-cca. 574)
- Japonia: Kinmei (împărat, 540-571)
- Sri Lanka: Aggabodhi I (rege din dinastia Silakala, 559-592)
- Vietnam, imperiul Van-Xuan: Ly Quan Phuc (vuong Dao-lang) (împărat din dinastia Ly timpurie, 549-571) și Ly Quang Phuc (vuong Trieu-Viet) (uzurpator, 549-571)